# Суарес, Эдисон
Эдисон Омар Суарес Фрутос (исп. Edison Omar Suárez Frutos; род. 6 ноября 1966, Монтевидео) — уругвайский футболист, полузащитник.

## Карьера

### Клубная карьера
Во взрослом футболе дебютировал в 1987 году в клубе «Данубио», где отыграл три сезона своей игровой карьеры. Вместе с клубом в 1988 году выиграл чемпионат Уругвая.
В 1990 году Суарес перешёл в испанский клуб «Реал Сарагоса», где играл на протяжении двух сезонов, после чего вернулся на родину, став игроком клуба «Насьональ». Вместе с командой в 1992 году стал чемпионом Уругвая, а также выиграл Лигилью. В 1995 году вернулся в «Данубио» на сезон, а затем перешёл в чилийский клуб «Палестино». 
В 1997 году перешёл в уругвайский клуб «Сентраль Эспаньол», в 1998 году стал игроком «Мильонариоса», а в 2000 году играл за «Рочу», но нигде не задержался более чем на один сезон.
Завершил карьеру футболиста в 2002 году в составе «Феникса», за который выступал с 2001 года.

### Карьера в сборной
В 1988 году дебютировал в официальных матчах в составе национальной сборной Уругвая. Всего в составе сборной принял участие в 12 матчах, в которых смог забить один гол.

## Достижения
«Данубио»
- Чемпион Уругвая: 1988

«Насьональ»
- Чемпион Уругвая: 1992
- Чемпион Лигильи Уругвая: 1992

«Феникс»
- Чемпион Лигильи Уругвая: 2002